# Скалов Давид Еммануїлович
Давид Еммануїлович Скалов (справжнє прізвище Крицман; 28 травня 1894, Кишинів, Бессарабська губернія — 31 травня 1938, Москва) — радянський військовий і політичний діяч, дипломат.

## Життєпис
Давид Еммануїлович Крицман народився в 1894 році в Кишиневі, був старшою дитиною в сім'ї Менделя Мойсейовича Крицмана та Сури Кац. У п'ятнадцятирічному віці його виключили з гімназії за поширення нелегальної літератури. Навчався на юридичному факультеті Новоросійського університету в Одесі, в 1915—1916 роках — перебував на фронті, брав участь у боях на Південно-Західному фронті у складі II Фінляндської дивізії, в 1916 році був демобілізований після поранення. Повернувшись продовжив навчання в Одеському міжнародному інституті.
У 1918 році вступив до лав ВКП(б) та Червоної Армії . У травні 1919 року призначений комісаром Особливої Бессарабської стрілецької дивізії 3-ї Української армії, у 1919—1920 роках — військком 1-ї Тульської, потім 48-ї стрілецької дивізії. Після закінчення військових дій служив начальником військово-навчальних закладів Приволзького та Приуральського військових округів. Демобілізувавшись в 1922 році, був призначений помічником Головного військового прокурора, з 1923 року — начальник Головного управління міліції НКВС РРФСР . 27 січня 1924 року керував охороною порядку на похороні Володимира Леніна.
У 1924—1925 роках — завідувач підвідділу у відділенні друку ЦК РКП(б) та сектором періодичних та підписних видань Держвидаву. Очолював товариство «Геть руки румунських загарбників від Бессарабії», був першим головним редактором друкованого органу цього товариства «Бюлетень» (пізніше — «Червона Бессарабія»).
У 1926—1928 роках — заступник повпреда СРСР у Литві (Каунас), у 1928—1930 роках — уповноважений Наркомату іноземних справ при Раднаркомі Туркменської РСР (Ашгабад), у 1930–1931 роках — генеральний консул.
З 1932 року — заступник завідувача Книготорговельного об'єднання ОГІЗу, потім старший консультант у Народному комісаріаті шляхів сполучення. Заарештований 5 березня 1938 року за звинуваченням у шпигунстві на користь Румунії; розстріляний 31 травня 1938 року на полігоні Бутово у Москві (реабілітований 1956 року).
7 лютого 2016 року в Москві на фасаді будинку № 5 на Довгоруківській вулиці (колишня Каляєвська) було встановлено меморіальний знак « Остання адреса» Давида Еммануїловича Скалова .

## Родина
- Дружина — Віра Аркадіївна Малишевська-Скалова (1904—1975)[3] .
  - Син — Олександр Давидович Скалов (1924-?), учасник німецько-радянської війни, інженер та винахідник у галузі залізничного транспорту[4] .